# Zamach w Petersburgu (2017)
Zamach w metrze w Petersburgu – zamach z użyciem ładunków wybuchowych przeprowadzony w rosyjskim Petersburgu, do którego doszło 3 kwietnia 2017 roku. Zdarzenie miało miejsce w metrze pomiędzy stacjami Siennaja Płoszczad´ i Tiechnołogiczeskij institut około godziny 14:40 czasu lokalnego. Według relacji świadków przyczyną katastrofy była domowej produkcji bomba wypełniona ostrymi przedmiotami.

## Sprawca
Według Komitetu Śledczego zamachu dokonał 22-letni Akbarżon Dżaliłow, Rosjanin (obywatelstwo otrzymał w 2011 roku), który pochodził z Kirgistanu. Do zamachu przyznała się powiązana z Al-Ka’idą Imam Szamil Batalion, która stwierdziła, że działała według rozkazów lidera Al-Ka’idy Ajmana az-Zawahiriego.

## Ofiary

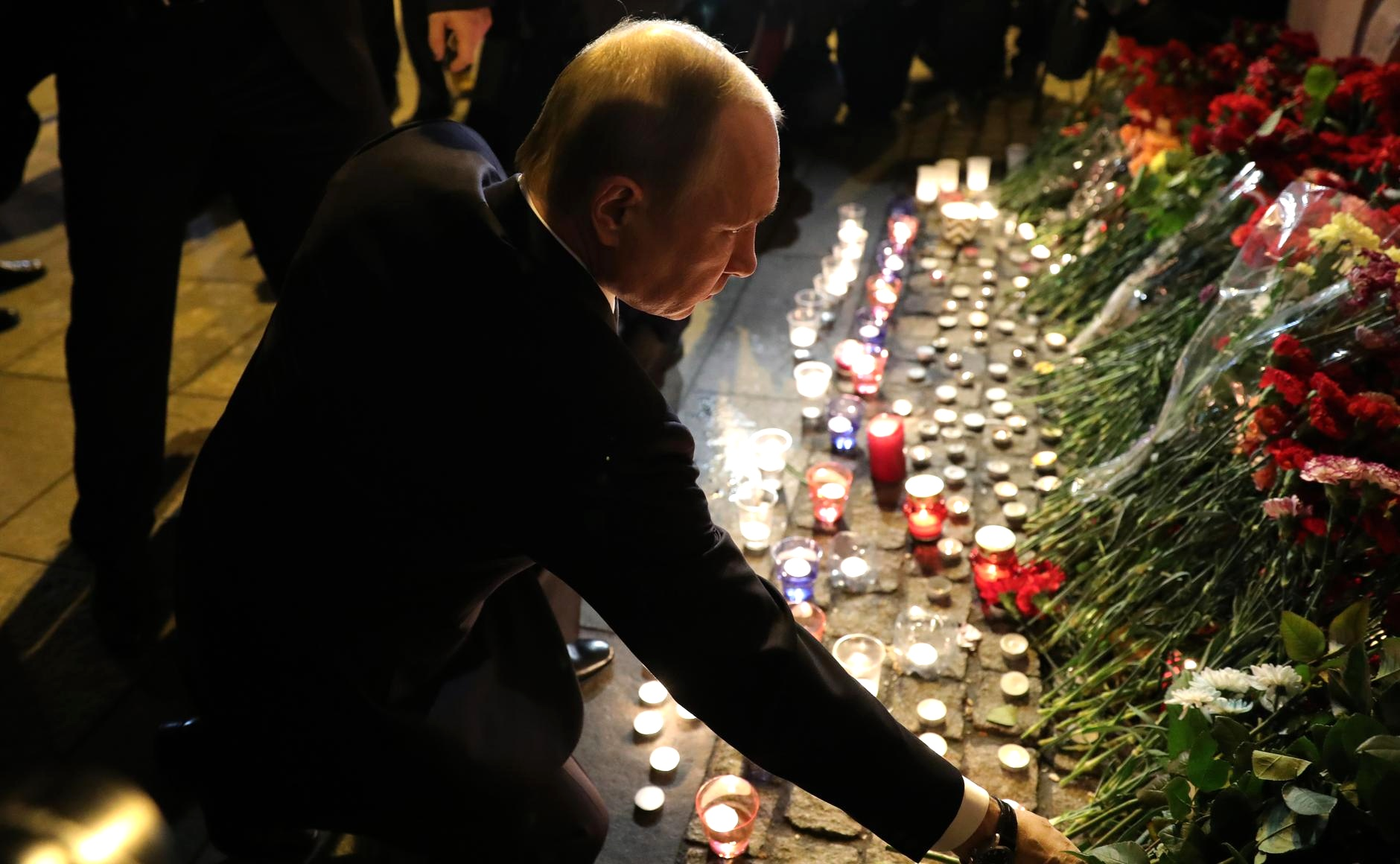
Władimir Putin składający kwiaty w miejscu pamięci ofiar

Według danych NAK, w wyniku wybuchu zginęło 16 osób, a 47 zostało rannych. Jak podało rosyjskie ministerstwo zdrowia, 10 osób zginęło, a 47 zostało rannych (później liczba ofiar wzrosła). Wśród ofiar znalazło się dwóch cudzoziemców.
| Państwo     | Liczba zabitych |
| ----------- | --------------- |
| Rosja       | 14              |
| Azerbejdżan | 1               |
| Kazachstan  | 1               |
| Razem       | 16              |

## Śledztwo
Komitet Śledczy Federacji Rosyjskiej wszczął śledztwo w sprawie wybuchu. Według słów ówczesnego prezydenta Rosji, Władimira Putina, rozpatrywane były różne przyczyny wybuchu, w szczególności atak terrorystyczny.
Do godziny 16:30 3 kwietnia 2017 prokuratura generalna oficjalnie nazwała wybuch w petersburskim metrze zamachem. Wówczas poinformowała również, że śledztwo było na ostatnim etapie.

## Reakcje
4 kwietnia 2017 w Rosji rozpoczęła się trzydniowa żałoba narodowa w Petersburgu.